# In Rainbows – From the Basement
In Rainbows – From the Basement és un àlbum de vídeos en directe de la banda britànica Radiohead. Presenta la interpretació en directe de deu cançons del disc In Rainbows i del CD de bonificació inclòs en l'edició discbox del mateix àlbum. És una edició publicada digitalment exclusiva per iTunes Store.
El vídeo fou filmat en un sol dia sota la direcció de David Barnard i el so de Nigel Godrich en els estudis televisius The Hospital Club del Covent Garden de Londres pel programa de televisió i de podcast From the Basement. Es va estrenar el 3 de maig de 2008 pel canal VH1 amb la interpretació de les cançons de In Rainbows i també algunes cançons més velles com "Myxomatosis", "Optimistic", "Where I End and You Begin" i "The Gloaming". L'actuació estigué disponible el 25 de juny de 2008 per iTunes, coincidint amb una sèrie de concerts que va realitzar Radiohead pel Regne Unit. Aquesta versió estava format per les cançons de In Rainbows i un CD amb cançons extres però es van ometre les cançons de l'actuació que no pertanyien a l'àlbum In Rainbows. Es podien adquirir de forma completa o en 10 vídeos separats.

## Llista de cançons
Aquesta versió de In Rainbows exclou les cançons "Jigsaw Falling into Place" i "Faust Arp".
| Núm.          | Títol                  | Durada |
| ------------- | ---------------------- | ------ |
| 1.            | «15 Step»              | 3:56   |
| 2.            | «Bodysnatchers»        | 4:16   |
| 3.            | «House of Cards»       | 5:29   |
| 4.            | «Bangers + Mash»       | 3:31   |
| 5.            | «Videotape»            | 4:47   |
| 6.            | «The Gloaming»         | 3:15   |
| 7.            | «Reckoner»             | 5:03   |
| 8.            | «Go Slowly»            | 3:54   |
| 9.            | «All I Need»           | 4:21   |
| 10.           | «Nude»                 | 4:21   |
| 11.           | «Weird Fishes/Arpeggi» | 5:20   |
| Durada total: | Durada total:          | 44:48  |